# Romina Cifuentes
Romina Cifuentes González (nacida el 8 de febrero de 1999) es una velocista ecuatoriana. Compitió en relevo femenino de 4 × 100 metros en el Campeonato Mundial de Atletismo 2017.

## Biografía

### Primeros años
Romina Cifuentes González nació en Guayaqui, Ecuador, el 8 de febrero de 1999, es hija de María Antonia González y Manuel Antonio Cifuentes, ytiene 3 hermanos.
Desde pequeña practicó fútbol, pero su interés por el atletismo creció al practicarlo con buenos resultados en el colegio, donde competía desde los 9 años de edad, cuando ella pensaba que terminaría última en su primera carrera, quedando en segundo lugar. Competía en los 80 y 150 metros distancia, modalidad apta para menores y luego en los 100 y 200 metros pues en esta última tenía un mejor rendimiento. Su madre la incentivó para que continúe con el deporte, pues sus profesores vieron en ella un gran potencial. Desde los 13 años, ella misma se tiñe el cabello de distintos colores llamativos, siendo esta característica muy distintiva de la competidora, con colores como blanco, azul, rojo, rosa y violeta.

### Carrera deportiva
Se graduó del Liceo Cristiano de Guayaquil en 2016 y poco después se trasladó a Quito para seguir con sus entrenamientos con el cubano Nelson Gutiérrez en la Concentración Deportiva de Pichincha, donde comparte con Ángela Tenorio, Yuliana Angulo y Marizol Landázuri. Se acopló muy bien con el equipo de postas gracias a su capacidad de correr en curva. Su fuerte es los 200 metros y su récord actual es de 23,44 segundos.
Compitió en un mundial de postas a nivel juvenil en Bydgoszcz, Polonia, en 2016, con Katherine Chillambo, Marina Poroso y Maribel Caicedo. En 2017 compitió en el Campeonato Panamericano Juvenil de Lima, Perú, y en los Juegos Bolivarianos.